# Palócs

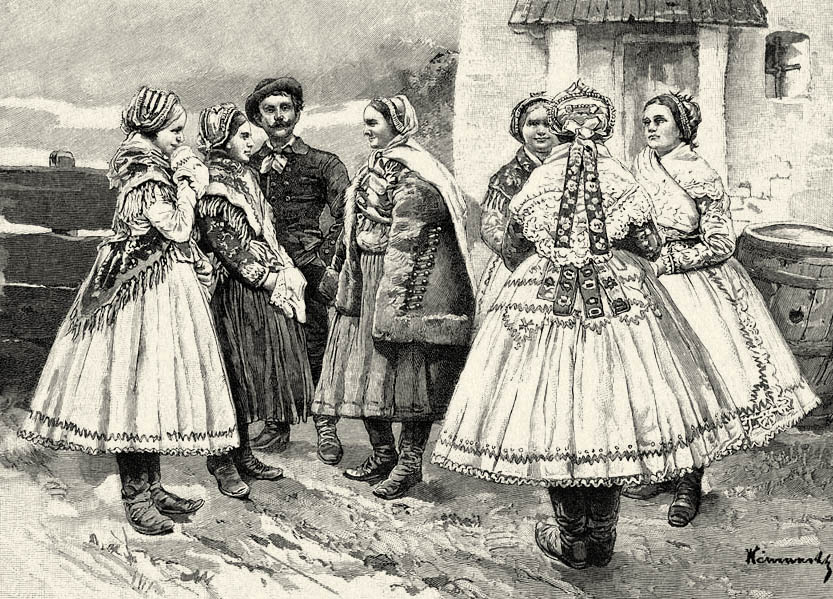
Costumes traditionnels palócs de Szécsény.

Les Palócs ou Paloczes (hongrois : palóc [ˈpɒloːts], pluriel : palócok) forment un groupe ethnographique hongrois dont l'origine fait encore l'objet de débats scientifiques. Ils sont principalement implantés dans le nord de la Hongrie historique, notamment autour des massifs du Mátra et du Bükk, ainsi que dans les vallées de l'Ipoly et du Nógrád. L'aire linguistique du dialecte palóc s'étend au-delà des frontières actuelles de la Hongrie, incluant une partie de la Slovaquie méridionale, au nord du Danube, entre la Váh et la Tisza, ainsi que dans le bassin Sajó–Hernád.
Les Palócs se caractérisent par un mode de vie rural traditionnel, une forte pratique catholique, une culture communautaire marquée par le système familial étendu et une riche tradition orale. Leur dialecte est notamment connu pour la coexistence de deux types distincts de voyelle « a ». Le nombre de Palócs était estimé à environ 600 000 personnes au début du XXe siècle. Leur patrimoine ethnographique est particulièrement riche ; le village de Hollókő, inscrit au patrimoine mondial de l'UNESCO, en constitue une expression emblématique.

## Origines
L'origine des Palócs fait encore débat parmi les ethnographes et historiens. Plusieurs hypothèses ont été avancées :
- Origine kabar : certains chercheurs, dont Attila Paládi-Kovács, avancent que les Palócs descendraient partiellement des Kabars, un groupe associé aux tribus magyares au moment de la conquête de la plaine des Carpates au IXe siècle.
- Origine coumane : d'autres, comme Ferenc Bakó, évoquent une origine plus tardive liée à l'installation de populations coumanes (polovtses) entre 1100 et 1200, notamment après des campagnes de captivité ou d'allégeance.
- Survivance pré-magyar : certains auteurs attribuent aux Palócs des origines encore plus anciennes, remontant à des fragments de populations avares, kazares ou même aux premiers peuples autochtones christianisés avant l'arrivée des Magyars.
- Racines hongroises assimilées : selon Fábián Szeder János, auteur en 1819 du premier ouvrage ethnographique sur les Palócs, ces derniers forment simplement un rameau des Hongrois, dont l'histoire et la culture ont été marquées par des contacts avec d'autres peuples turco-nomades.
- Mélange magyar-slave : des analyses génétiques menées au début des années 2000 ont suggéré une parenté partielle avec les Slaves du nord, mais ces résultats sont controversés du fait des mouvements de population postérieurs à l'époque ottomane, notamment entre 1700 et 1715, lorsque de nombreux villages furent repeuplés par des groupes d'origines diverses.

## Histoire démographique
L'histoire démographique des Palócs a été profondément marquée par deux ruptures majeures. D'abord, durant la période ottomane, de nombreux villages du nord de la Hongrie furent dévastés ou abandonnés, ce qui entraîna des déplacements vers le sud, notamment dans la région de l'Alföld. Ensuite, le Traité de Trianon (1920) a divisé la région historique des Palócs entre la Hongrie et la Tchécoslovaquie, coupant les communautés et facilitant des politiques d'assimilation linguistique.
Aujourd'hui, la population palóc demeure présente, bien que réduite, des deux côtés de la frontière. À Herencsény, une Grande Croix des Palócs (Palócok Vigyázó Nagykeresztje) a été érigée en hommage à l'unité culturelle du groupe malgré la séparation géopolitique.

## Sous-groupes et groupes connexes
La population palóc se répartit historiquement sur les anciens comitats hongrois et aujourd'hui partagés entre la Hongrie et la Slovaquie : Hont, Nógrád, Heves, Borsod, Gömör. On les trouve dans plusieurs dizaines de localités, avec des villes importantes comme Balassagyarmat, Eger, Miskolc, Gyöngyös, Salgótarján, Szécsény, ou encore Ipolyság (Šahy), Rimaszombat (Rimavská Sobota), Tornalja (Tornaľa) et Fülek (Fiľakovo) côté slovaque.

### Palócs occidentaux, centraux et orientaux
Les ethnographes distinguent trois sous-groupes palócs : occidental, central et oriental. Cette classification repose sur les différences observées dans les costumes traditionnels, les danses et les rites populaires. Les groupes central et oriental ont conservé plus d'éléments anciens, étant moins influencés par des cultures extérieures.
Les Palócs utilisent encore parfois le terme ancien de had pour désigner l'ensemble des habitants d'un même village partageant un nom de famille, même s'ils appartiennent à des foyers distincts.
Leurs activités traditionnelles comprenaient l'apiculture, la distillation d'alcool et de confitures, la pêche au filet à bascule et l'élevage de porcs en semi-liberté. L'agriculture tenait compte des jours fastes ou néfastes selon le calendrier populaire. Leur univers mental restait imprégné de croyances anciennes (êtres surnaturels, feux errants, voyantes, etc.) et leurs rites traditionnels (mariages, masques, fêtes calendaires) mêlent éléments païens d'Asie intérieure et christianisme.

### Barkóks
Les Barkóks vivent autour d'Ózd, dans les vallées de la Rima-Hangony et du Hódos. Certains ethnographes les considèrent comme un sous-groupe palóc, d'autres comme un groupe à part. Leur nom est attesté depuis 1833 et fait l'objet de diverses étymologies : certains le rattachent à des prénoms anciens, d'autres à un général autrichien nommé Barco dont la cavalerie aurait campé dans la région.

### Matyós
Les Matyós forment une communauté bien identifiée autour de Mezőkövesd, Szentistván et Tard (région de Miskolc). Ils partagent une identité culturelle forte fondée sur un dialecte commun, une riche tradition vestimentaire et des coutumes spécifiques. Leur nom viendrait de Mathias Corvin, roi de Hongrie, qui leur aurait accordé des privilèges et signé une charte à Mezőkövesd. Les habitants de Tard revendiquent parfois une origine tatare remontant à l'époque des invasions mongoles, mais leur culture est globalement assimilée à celle des Matyós voisins.

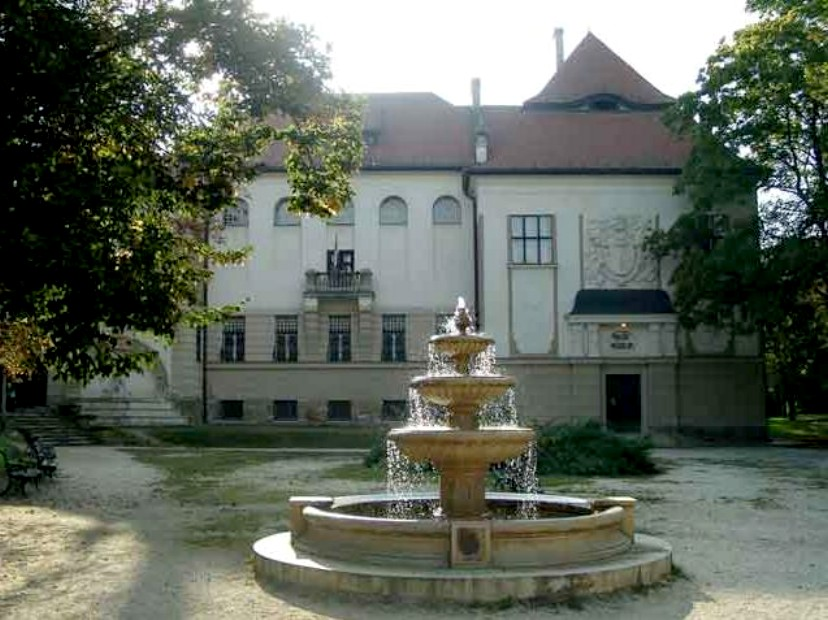
Le musée palóc de Balassagyarmat.
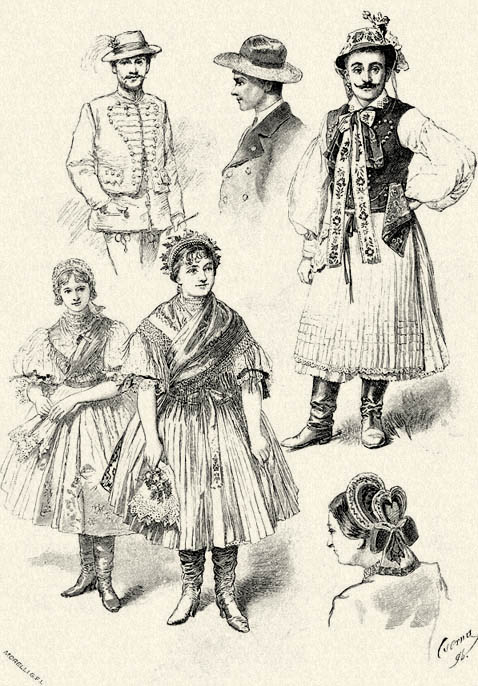
Costumes traditionnels palócs.
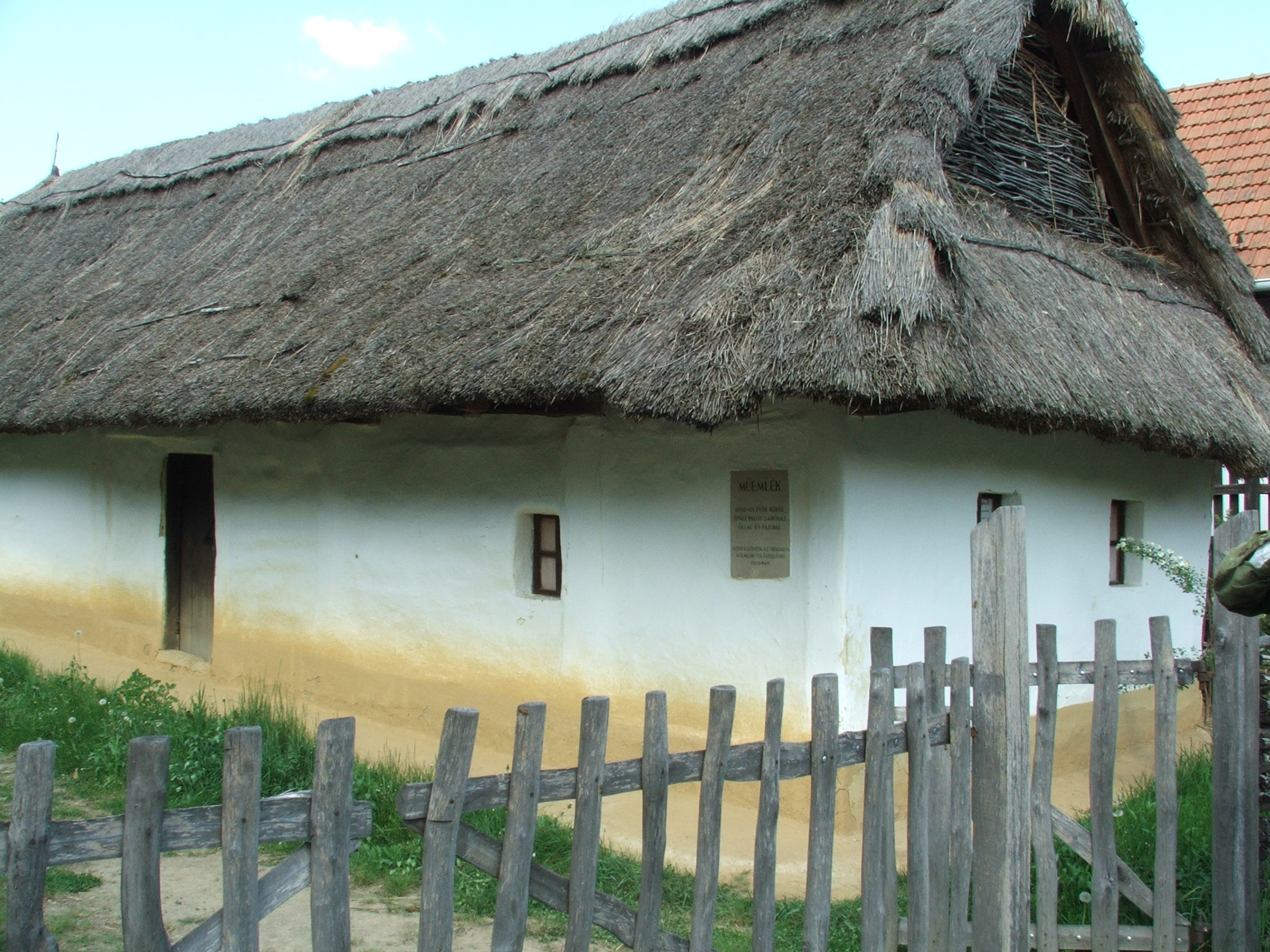
Maison de village de l'ethnie hongroise Palóc.